# Байбек (село)
Байбек (рос. Байбек) — село у Красноярському районі Астраханської області Російської Федерації.
Населення становить 1911 осіб (2010). Входить до складу муніципального утворення Байбекська сільрада.

## Історія
Населений пункт розташований на території українського етнічного та культурного краю Жовтий Клин. Від 1925 року належить до Красноярського району.
Згідно із законом від 6 серпня 2004 року органом місцевого самоврядування є Байбекська сільрада.

## Населення
| 2002 | 2010  |
| ---- | ----- |
| 1645 | ↗1911 |